# Joey Calderazzo
Joey Calderazzo (* 27. února 1965) je americký jazzový klavírista. Narodil se do hudební rodiny a na klavír začal hrát ve svých sedmi letech. Ve svých čtrnácti letech začal vystupovat se svým starším bratrem Genem Calderazzem v rockové skupině. Již na konci osmdesátých let začal spolupracovat se saxofonistou Michaelem Breckerem. V roce 2011 vydal společně se saxofonistou Branfordem Marsalisem album Songs of Mirth and Melancholy. Během své kariéry spolupracoval s mnoha dalšími hudebníky, mezi které patří například Arturo Sandoval nebo Jack DeJohnette a také vydal řadu alb pod svým vlastním jménem.